# In Dreams
«In Dreams» es una canción compuesta por el canadiense Howard Shore, escrita originalmente para la banda sonora de la película El Señor de los Anillos: la Comunidad del Anillo, en la que se puede escuchar durante los títulos de crédito iniciales. Howard Shore dirige la música, que es interpretada como solista por el cantante infantil Edward Ross (pues la composición es para una voz blanca), acompañado por la Orquesta Filarmónica de Londres y la Orquesta Sinfónica de Nueva Zelanda. En el álbum musical de la banda sonora original esta canción se ofrece como una parte de su decimoséptima pista, titulada «The Breaking of the Fellowship».
Esta canción no forma parte de los escritos poéticos de J. R. R. Tolkien, autor de la novela El Señor de los Anillos, sino que fue escrita por Fran Walsh y el propio Shore para la ocasión. Ambos autores colaboraron en este tema y en «Gollum's Song». El compositor la entiende como un desarrollo del tema musical de Frodo en la banda sonora, que empieza a sonar en Hobbiton con tonos celtas y culmina en este «himno».
Desde su publicación ha sido versionada en numerosas ocasiones, entre las que destaca una versión sinfónica arreglada por Kurt Bestor y cantada por Ryan Tani y el Mormon Tabernacle Choir. El cantante infantil Joseph McManners ha publicado un álbum que contiene una versión de esta pieza, y que ha titulado de manera homónima.